# مقاطعة هيو
مقاطعة هيو هي مقاطعة في إستونيا، بلغ عدد سكانها 8٬589  نسمة، في 2014، عاصمتها كاردلا، تبلغ مساحتها 1٬023٫2 كيلومتر مربع.

## الموقع
تشترك في الحدود مع:
- مقاطعة لانا.